# PGC 1292918
LEDA/PGC 1292918 ist eine Galaxie im Sternbild Jungfrau auf der Ekliptik, die schätzungsweise 972 Millionen Lichtjahre von der Milchstraße entfernt ist.
Im selben Himmelsareal befinden sich u. a. die Galaxien NGC 4577, NGC 4580, NGC 4588, IC 3576.